# Le sette lune di Maali Almeida
Le sette lune di Maali Almeida è un romanzo del 2022 dell'autore srilankese Shehan Karunatilaka, vincitore del Booker Prize 2022.

## Trama
Maali Almeida, fotografo di guerra gay con il vizio del gioco d’azzardo, si sveglia nell'aldilà e deve risolvere il mistero della sua morte.

## Accoglienza
Le sette lune di Maali Almeida ha vinto il Booker Prize 2022, premio che gli è stato consegnato dalla regina Camilla. Su Goodreads, il romanzo ha ricevuto molte recensioni positive dai lettori, con una valutazione media di 3.92 su 5 basata su oltre 49,000 valutazioni.

## Edizioni
- (IT) Shehan Karunatilaka, Le sette lune di Maali Almeida, collana Le strade, traduzione di Silvia Castoldi, Fazi, 2023, ISBN 9791259673831.